# Municipio de Logan (condado de Ottawa)
El municipio de Logan (en inglés: Logan Township) es un municipio ubicado en el condado de Ottawa en el estado estadounidense de Kansas. En el año 2010 tenía una población de 77 habitantes y una densidad poblacional de 0,82 personas por km².

## Geografía
El municipio de Logan se encuentra ubicado en las coordenadas 39°16′9″N 97°38′35″O / 39.26917, -97.64306. Según la Oficina del Censo de los Estados Unidos, el municipio tiene una superficie total de 93.37 km², de la cual 93,29 km² corresponden a tierra firme y (0,08 %) 0,07 km² es agua.

## Demografía
Según el censo de 2010, había 77 personas residiendo en el municipio de Logan. La densidad de población era de 0,82 hab./km². De los 77 habitantes, el municipio de Logan estaba compuesto por el 97,4 % blancos y el 2,6 % eran de una mezcla de razas. Del total de la población el 1,3 % eran hispanos o latinos de cualquier raza.